# Tuscumbia (Alabama)
Pour les articles homonymes, voir Tuscumbia.
La ville de Tuscumbia est le siège du comté de Colbert, dans l'État  de l'Alabama, aux États-Unis.
Lors du recensement de 2010, sa population s’élevait à 8 423 habitants. La municipalité s'étend alors sur une superficie de 8,79 milles carrés (22,77 km2).
Considérée comme la plus ancienne ville du nord-ouest de l'Alabama, Tuscumbia devient une municipalité en 1820. Fondée par Michael Dickson, la ville est nommée en l'honneur du chef amérindien chickasaw de l'époque : Tuscumbia,.

## Personnalités liées à la ville
Helen Keller est née et a grandi à Tuscumbia.

## Démographie
| 1870  | 1880  | 1890  | 1900  | 1910  | 1920  | 1930  | 1940  |
| ----- | ----- | ----- | ----- | ----- | ----- | ----- | ----- |
| 1 214 | 1 369 | 2 491 | 2 348 | 3 324 | 3 855 | 4 533 | 5 515 |

| 1950  | 1960  | 1970  | 1980  | 1990  | 2000  | 2010  | - |
| ----- | ----- | ----- | ----- | ----- | ----- | ----- | - |
| 6 734 | 8 994 | 8 828 | 9 137 | 8 413 | 7 856 | 8 423 | - |